# South Stormont
South Stormont – gmina (ang. township) w Kanadzie, w prowincji Ontario, w hrabstwie Stormont, Dundas i Glengarry.
Powierzchnia South Stormont to 447,45 km². Według danych spisu powszechnego z roku 2001 South Stormont liczy 11 941 mieszkańców (26,69 os./km²).